# Dunaszentmiklós, Komárom-Esztergom
Dunaszentmiklós (în germană Niklo) este un sat în districtul Tata, județul Komárom-Esztergom, Ungaria, având o populație de 431 de locuitori (2011).

## Demografie
Componența etnică a satului Dunaszentmiklós
     Maghiari (63,89%)
     Germani (35,22%)
     Necunoscut (0,88%)
     Alții (0,88%)
Componența confesională a satului Dunaszentmiklós
     Romano-catolici (59,86%)
     Fără religie (8,12%)
     Reformați (7,42%)
     Necunoscută (24,59%)
     Alte religii (1,62%)
Conform recensământului din 2011, satul Dunaszentmiklós avea 431 de locuitori. Din punct de vedere etnic, majoritatea locuitorilor (63,89%) erau maghiari, cu o minoritate de germani (35,22%). Apartenența etnică nu este cunoscută în cazul a 0,88% din locuitori.  Din punct de vedere confesional, majoritatea locuitorilor (59,86%) erau romano-catolici, existând și minorități de persoane fără religie (8,12%) și reformați (7,42%). Pentru 24,59% din locuitori nu este cunoscută apartenența confesională.